# Гільцівська сільська рада
Гільцівська сільська рада — орган місцевого самоврядування у Чорнухинському районі Полтавської області з центром у c. Гільці.
Населення — 1010 осіб.

## Населені пункти
Сільраді підпорядковані населені пункти:
- c. Гільці
- с. Нова Петрівщина